# شیخ احمد مدنی
شیخ احمد مدنی فرزند شیخ حسن مدنی . مادرش اهل  مصر بوده‌ است. شیخ احمد مدنی همان کسی هست که درتاریخ نادرشاه افشار نامش ذکر شده‌ است، وی باتهام پناه دادن به محمدخان بلوچ توسط قشون نادرشاه بازداشت می‌شود.
اهالی روستای مرباغ (مرباخ) از شیخ احمد مدنی درخواست نمودند که در روستا بماند و به امور مردم برسد، وی نیز درخواست اهالی پذیرفتند وتا سال ۱۱۴۵ هجری قمری در روستا مرباخ ماند، اما در نیمه اول همان سال از بندر نخیلوه و مرباغ شیبکوه بأتفاق خانواده اش به قریه کمشک فرامرزان در ناحیه جهانگیریه نقل مکان کرد و بعد از مدتی از کمشک به گچویه منتقل شد. (گچویه یکی از روستاهای آباد وبزرگ فرامرزان است).
شیخ احمد مدنی همیشه تحت تعلیمات دینی ومذهبی شیخ عبدالقادر بستکی عباسی بوده وتا شیخ درحیات بوده او را ترک نکرده و در بستر بیماری بربالین وی حاضر بوده‌ است و پس از مرگ وی شیح احمد در مسجد گچویه معتکف و در آرامگاه شیخ عبدالقادر مشغول قرائت قرآن بوده و مدتی نیز در مدرسه کوچک شیخ عبدالقادر مشغول تدریس بوده‌ است و در آنجا زاویه‌ای می‌سازد و به پیروی از طریقت شیخ عبدالقادر بستکی مردم را ارشاد وهدایت می‌نمود، مریدان زیادی از اهالی جهانگیریه وبلوکات خنج و هرم و کاریان دور او جمع می‌شوند، به‌طوری‌که در اردو کشی بفرماندهی سردار طهماسب قلی خان جلایر فرمانده قشون نادر شاه در تعقیب سردار محمد خان بلوچ شیخ احمد مدنی در کمشک باتهام پناه دادن به سردار محمد خان بلوچ دستگیر می‌کنند.

## شیخ احمد مدنی وسردار محمد خان بلوچ
بعد از انتقال شیخ احمد مدنی به روستای کمشک وگذراندن چندین سال در روستای مذکور، در زمان حکم نادرشاه افشار بتهمت پناه دادن به سردار محمدخان بلوچ از جانب حکومت مرکزی بازدشت شد.
سردار محمد خان بلوچ که به حسب ونسب معروف خود و از قبیله بزرگ بلوچستان و از بهترین سرداران نامی وارشد صاحب منصبان  شاه طهماسب صفوي وفرمانده کل کهگیلویه بود هنگامیکه نادر شاه از عثمان پاشا فرمانده لشکر عثمانی شکست یافت ومشغول تجدید قوای نبرد دیگری با عثمانی بود، سردار محمد خان بلوچ به‌طرفداری سلطنت شاه طهماسب (مخلوع) برخاسته جمعی از ایلات بختیاری، قشقائی، ومتفرقه دیگر مرکب از سی هزار نفر جمع‌آوری نموده وبقصد تصرف اصفهان حرکت نموده، سردار جلایر معروف خبر شورش محمد خان بلوچ را به نادر شاه گزارش می‌دهد، نادرشاه ستون مجهزی به مقابله وی فرستاد وخودش هم متعاقباً به‌طرف اصفهان حرکت کرد، لشکر نادرشاه که بنزدیکی اصفهان رسید محمد خان بلوچ بایک حمله برق آسا آنهارا در هم شکست، ناگاه سپاه سوار نظام نادرشاه از گرد راه رسید، و محمد خان بلوچ که منتظر چنین خطر مهمی نبود بحملات شدید پرداخت وباکمال رشادت وشجاعت لشکر نادرشاه را از هم متلاشی وبسی کشت وکشتار نمود و چیزی نمانده بوده که پیروز شود که ناگه نادرشاه باعده سوار مخصوص خود بسرعت وارد جنگ شده وفرمان حمله را داده ولشکر محمد خان بلوچ را شکست داده و منهزم گردیده. پس از شکست خوردن از قوای نادرشاه، سردار محمد خان بلوچ باعده هزار سوار به‌طرف لارستان گریخت که شاید بتواند به کمک شیخ محمد سعید بستکی حاکم لار وبرادرش شیخ محمد بستکی حاکم جهانگیریه و بندرعباس و شیخ احمد مدنی پیشوای جماعت تجدید قوا نماید ودوباره به جنگ نادرشاه برگردد.
اما نادرشاه، طهماسب قلی خان سردار جلایر را با سی هزار سوار بتعقیب محمد خان بلوچ روانه کرد ودستور داد که در هرمحلی باشد محمد خان بلوچ را قلع وقمع ویا دستگیر نماید.
شیخ محمد سعید حاکم لار که به خوبی از موفقیت و پیروزی آینده نادرشاه اطمینان داشت ومی دانست که جنگ با نادرشاه وبرگشت شاه طهماسب صفوی از محالات است درخواست سردار  محمدخان بلوچ را رد کرد و فقط وی را راهنمائی نمود که به نزد شیخ احمد مدنی که در کمشک فرامرزان معتکف بود پناه ببرد.
سردار محمد خان بلوچ ناچار از طریق بیخهٔ فال باعده کمی به کمشک رفته پس از چند روز توقف به نزد شیخ احمد مدنی می‌رود و چون شنید که قشون نادرشاه بتعقیب وی بنزدیکی کمشک رسیده‌اند بلا درنگ به‌طرف شیبکوه متواری و به جزیره کیش (قیس) پناه برد. سردار جلایر بسرعت محمد خان بلوچ را تعقیب کرد و از طرف خنج بیخفال به فرامرزان و کمشک آمده با حمله به قلعه دولاب و قلعه کلات سرخ غربی کمشک جنگی روی داده که در نتیجه قلاع مذکور باخاک یکسان نموده، جمعی از اهالی ومریدان شیخ احمد مدنی کشته ویا اسیر نموده.

## دستگیری شیخ احمد وخرابیکمشکوفرامرزان
طهماسب قلی خان سردار جلایر که می‌دانست محمد خان بلوچ در کمشک است، با یک حمله شدید و برق آسا تمام مناطق کمشک وفرامرزان ویران نموده و بسیاری از مردم بی گناه به خاک وخون کشیده وبسیار از قری ویران نموده، ولی چون اثری از محمد خان بلوچ نیافت، شیخ احمد مدنی درحالی که در زاویه خود نشسته ومشغول عبادت واعتکاف بود به جرم اینکه محمد خان بلوچ را پناه داده یا باعث فراری او شده دستگیر نموده وباغل وزنجیر دست بسته به همراه هزار سوار از بلوک هرم وکاریان به شیراز فرستاد.
گویا در موقع عبور از حوالی هرم که در آن حدود بود غالباً از مریدان شیخ احمد مدنی بودند بتحریک مادر شیخ عبدالرحیم انصاری که زنی فاضله وعابده ومورد اعتقاد مردم ونفوذ زیادی داشت اهالی آن دهات عموماً از زن ومرد از آبادی خارج شده بااسلحه سرد و گرم اطراف سواران را گرفته زد وخوردی نمودند شاید بتوانند شیخ احمد مدنی را از دست آن‌ها نجات دهند، اما شیخ احمد مدنی به مادر انصاری وریش سفیدان هرم سفارش داد که مقاومت در مقابل لشکر سواره نادر بی‌نتیجه وزحمت جنگ که خطرات جانی وتلفات وخسارت مردم بیچاره دربردارد برخود روا ندارند، با این ترتیب اهالی هرم عقب‌نشینی کرده و شیخ احمد مدنی نیز به شیراز برده وزندانی گردید.

## اعدام شیخ احمد مدنی در شیراز
پس از مدتی که شیخ احمد مدنی در زندان شیراز ماند، سرانجام به فرمان نادرشاه، میرزا تقی خان مستوفی والی فارس شیخ احمد مدنی را از زندان بیرون آورده و امر اعدام وی را صادر نمود. بدستور والی فارس، شیخ احمد مدنی را در آب جوشیده کشتند. می‌گویند در چنین حالی شیخ احمد به تلاوت قرآن و طلب استغفار و بخشش و راز و نیاز با خدای خود مشغول بوده. مریدان وی این را از کرامات عالیه شیخ می‌دانستند و می‌گفتند خاطره حسین بن منصور حلاج را تجدید می‌نمود.
با این وضع شیخ احمد مدنی بدست طهماسب قلی خان سردار جلایر دستگیر و به دستور والی فارس در سال ۱۱۴۷ هجری قمری در شیراز اعدام می‌شود.